# Claude François Galmiche
Pour les articles homonymes, voir Galmiche.
L'abbé Claude François Galmiche, né le 5 juin 1745 à La Villedieu-en-Fontenette dans le département de la Haute-Saône, et mort le 23 janvier 1798 à Besançon, est un prêtre catholique français victime de la Révolution française.

## Biographie
Né dans une famille paysanne de neuf enfants, il se retrouve orphelin à l'âge d'un an. Sa vie sera entièrement tournée au service de l'Église catholique. Refusant le serment à la Constitution civile du clergé, il est fusillé en 1798 sous le Directoire.

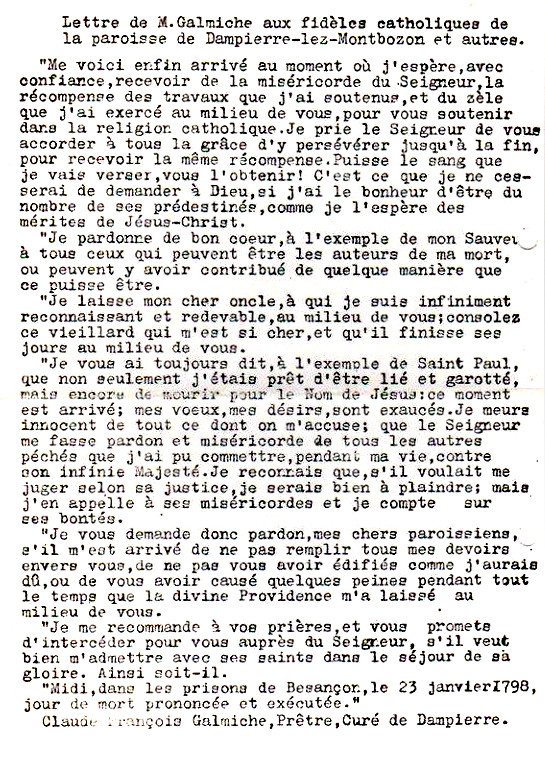
Texte de la lettre de l'Abbé Claude François Galmiche pour ses paroissiens le jour de son exécution

Claude François Galmiche étudie au Collège des Jésuites de Dôle puis entre au Grand séminaire de Besançon en 1766.
Il est ordonné prêtre en 1770 par le Cardinal Antoine-Clériade de Choiseul-Beaupré.
Il commence son ministère comme vicaire à Calmoutier puis est nommé curé de Dampierre-lez-Montbozon le 22 septembre 1773.
Claude François Galmiche, d'origine paysanne modeste, est conscient de la nécessité des réformes de l'époque mais sans brusquerie, en prenant le temps qu'il faudra. C'est pourquoi dans un premier temps, il prête serment à la Constitution civile de 1790 avec des réserves puis refuse catégoriquement de reconnaître l'évêque constitutionnel Jean-Baptiste Flavigny nommé par le Gouvernement.
Expulsé de sa paroisse, il continue de célébrer des messes à l'insu du prêtre assermenté l'abbé Droz; il est alors condamné par le procureur-syndic à s'éloigner au moins à trois lieues de sa paroisse. Son oncle de Dampierre l'héberge malgré l'interdiction et le curé continue son ministère clandestinement.
Nouvelle condamnation du procureur-syndic qui élargit la condamnation à six lieues.
Claude François Galmiche se résigne à résider du 1er mai au 11 septembre 1792 à Besançon mais à l'émission du décret contre les prêtres réfractaires de l'Assemblée législative, il doit quitter la France.
Le curé insermenté s'expatrie en Suisse à Estavayer jusqu'à fin 1794.
Après le 9 Thermidor, fin de la Terreur, il revient dans la région de Dampierre caché sous le nom de Cuchot, il est chargé en tant que missionnaire de servir d’intermédiaire entre ses supérieurs ecclésiastiques, les prêtres et fidèles catholiques.
Le Directoire de Vesoul le fait arrêter à Dampierre par des gendarmes et un piquet de dragons.
Accusé d'être un émigré royaliste contre-révolutionnaire, la Commission militaire de Besançon le condamne à mort le 23 janvier 1798 le matin pour exécution l'après-midi même. L'abbé écrit alors une lettre émouvante à ses paroissiens se déclarant innocent des accusations. Il est fusillé à 15 h 30, les pièces relatives à l'abbé sont conservées à la bibliothèque municipale de Besançon.